# Gunnar Wiberg

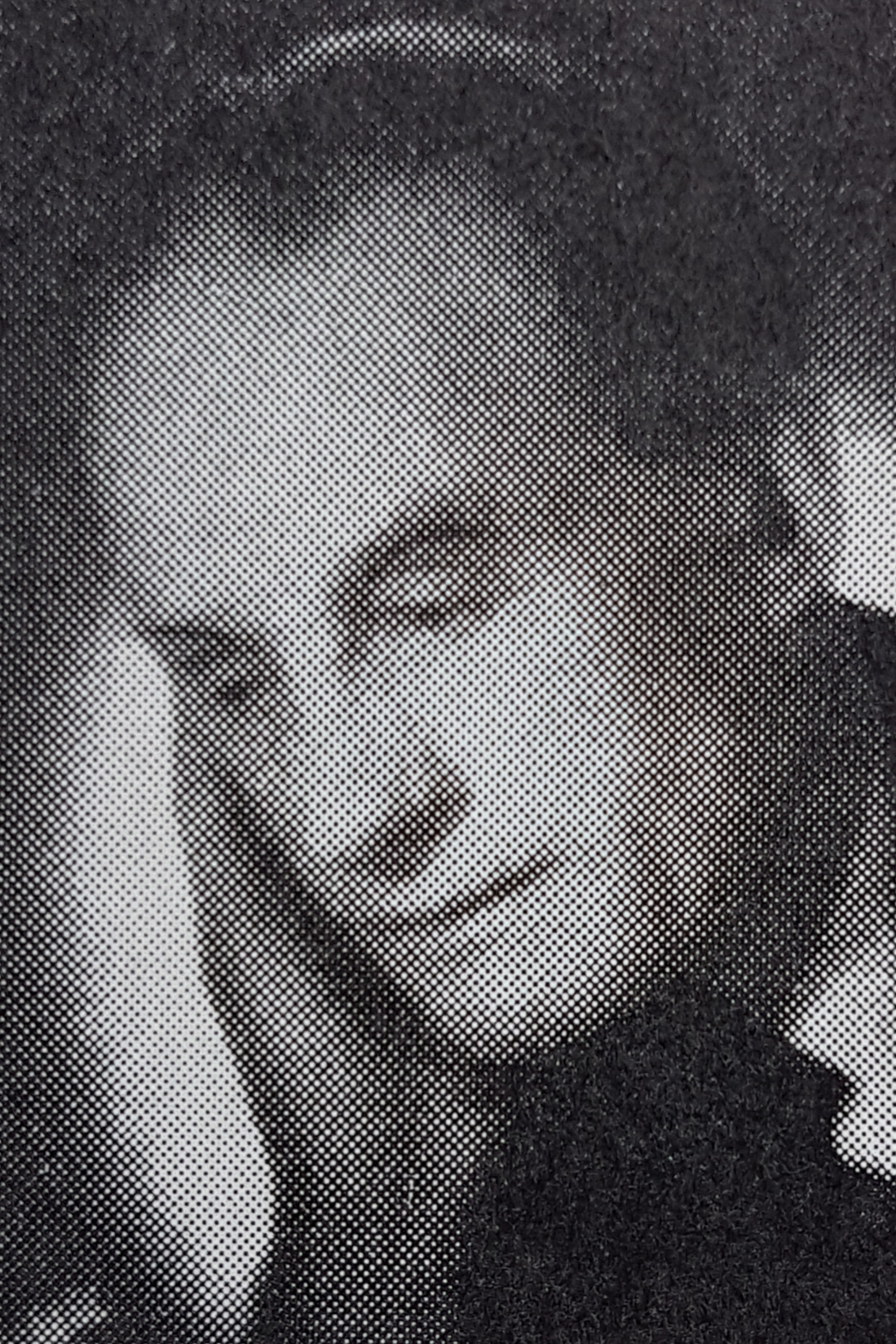
Gunnar Wiberg

Gunnar Wiberg, född 27 januari 1894 i Överhörnäs, Själevads socken, Västernorrlands län, död där 21 maj 1969, var en svensk målare.
Han var son till skomakaren Nils Erik Wiberg och Lovisa Josefsson samt från 1935 gift med Ruth Wågström. Wiberg arbetade som yrkesmålare 1909–1920 innan han bytte inriktning och studerade konst vid Kungliga konsthögskolan i Stockholm 1921–1927 där han tilldelades Konstakademiens kansler-medalj 1926. Separat ställde han bland annat ut på Gummesons konsthall i Stockholm 1929. Tillsammans med Frans Michael Kempe och Rulle Abrahamsson ställde han ut i Umeå 1950. Han medverkade i ett flertal av Sveriges allmänna konstförenings salonger i Stockholm sedan början av 1920-talet samt flera utställningar med provinsiell konst i Norrland. Han var representerad i en utställning med Norrlandskonstnärer på Liljevalchs konsthall 1946 och Svenska konstnärernas förenings utställning i Stockholm och Göteborg 1946–1947. Hans konst består av figurer, porträtt och landskapsskildringar utförda i olja. Wiberg är representerad med målningen Haga¨ som ingår i Nationalmuseums deponeringssamling.  